# Adattamenti dalle opere di Daphne du Maurier
Questo è l'elenco degli adattamenti cinematografici, film televisivi ed episodi di serie televisive tratti dai romanzi e racconti di Daphne du Maurier.
| Anno | Film                                                             | Opera da cui è tratto                                                                           | Note                             |
| ---- | ---------------------------------------------------------------- | ----------------------------------------------------------------------------------------------- | -------------------------------- |
| 1939 | La taverna della Giamaica (Jamaica Inn)                          | Dal romanzo Taverna alla Giamaica                                                               |                                  |
| 1940 | Rebecca - La prima moglie (Rebecca)                              | Dal romanzo Rebecca, la prima moglie                                                            |                                  |
| 1944 | L'avventura viene dal mare (Frenchman's Creek)                   | Dal romanzo Donna a bordo                                                                       |                                  |
| 1946 | The Years Between                                                | Dalla pièce teatrale The Years Between                                                          |                                  |
| 1947 | Vendetta (Hungry Hill)                                           | Dal romanzo La collina della fame                                                               |                                  |
| 1947 | Rebecca (Rebecca)                                                | Dal romanzo Rebecca, la prima moglie                                                            | Film televisivo                  |
| 1948 | "Rebecca", episodio di The Philco Television Playhouse           | Dal romanzo Rebecca, la prima moglie                                                            |                                  |
| 1950 | "Rebecca", episodio di Robert Montgomery Presents                | Dal romanzo Rebecca, la prima moglie                                                            |                                  |
| 1950 | "September Tide", episodio di Kraft Television Theatre           | Dalla pièce teatrale September Tide                                                             |                                  |
| 1952 | "September Tide", episodio di Kraft Television Theatre           | Dalla pièce teatrale September Tide                                                             |                                  |
| 1952 | "Rebecca", episodio di Broadway Television Theatre               | Dal romanzo Rebecca, la prima moglie                                                            |                                  |
| 1952 | Mia cugina Rachele (My Cousin Rachel)                            | Dal romanzo Mia cugina Rachele                                                                  |                                  |
| 1952 | "Rebeca, a Mulher Inesquecível", episodio di Grande Teatro Tupi  | Dal romanzo Rebecca, la prima moglie                                                            |                                  |
| 1953 | "Kiss Me Again, Stranger", episodio di Suspense                  | Dal romanzo Baciami ancora, sconosciuto                                                         |                                  |
| 1953 | "The Split Second", episodio di ABC Album                        | Dal racconto La strana avventura della signora Ellis della raccolta Baciami ancora, sconosciuto |                                  |
| 1954 | "Rebecca", episodio di BBC Sunday-Night Theatre                  | Dal romanzo Rebecca, la prima moglie                                                            |                                  |
| 1954 | "September Tide", episodio di Lux Video Theatre                  | Dalla pièce teatrale September Tide                                                             |                                  |
| 1955 | "The Birds", episodio di Danger                                  | Dal romanzo Gli uccelli                                                                         |                                  |
| 1956 | "Rebecca", episodio di H.M. Tennent Globe Theatre                | Dal romanzo Rebecca, la prima moglie                                                            |                                  |
| 1956 | "September Tide", episodio di Matinee Theatre                    | Dalla pièce teatrale September Tide                                                             |                                  |
| 1957 | "Rebeca", episodio di Grande Teatro Tupi                         | Dal romanzo Rebecca, la prima moglie                                                            |                                  |
| 1958 | "The Violent Heart", episodio di Playhouse 90                    | Dal racconto Il piccolo fotografo della raccolta Gli uccelli e altri racconti                   |                                  |
| 1958 | September Tide                                                   | Dalla pièce teatrale September Tide                                                             | Film televisivo                  |
| 1958 | "Fraction of a Second", episodio di Suspicion                    | Dal racconto La strana avventura della signora Ellis della raccolta Baciami ancora, sconosciuto |                                  |
| 1958 | "Kiss Me Again, Stranger", episodio di Pursuit                   | Dal romanzo Baciami ancora, sconosciuto                                                         |                                  |
| 1958 | "Fábula de Natal", episodio di Grande Teatro Tupi                | Dal racconto Happy Christmas                                                                    |                                  |
| 1959 | Il capro espiatorio (The Scapegoat)                              | Dal romanzo Il capro espiatorio                                                                 |                                  |
| 1962 | "Rebecca", episodio di Theatre '62                               | Dal romanzo Rebecca, la prima moglie                                                            |                                  |
| 1963 | Gli uccelli (The Birds) di Alfred Hitchcock                      | Dal racconto Gli uccelli                                                                        |                                  |
| 1963 | "Rebecca, a Mulher Inesquecível", episodio di Grande Teatro Tupi | Dal romanzo Rebecca, la prima moglie                                                            |                                  |
| 1964 | "Mi prima Raquel", episodio di Ocho estrellas en busca del amor  | Dal romanzo Mia cugina Rachele                                                                  |                                  |
| 1966 | Kiskanç kadin                                                    | Dal romanzo Rebecca, la prima moglie                                                            | Autrice non accreditata          |
| 1969 | Mi amor por ti                                                   | Dal romanzo Rebecca, la prima moglie                                                            | Miniserie televisiva             |
| 1969 | Rebecca'                                                         | Dal romanzo Rebecca, la prima moglie                                                            | Film televisivo                  |
| 1973 | "Mi prima Raquel", episodio di Alta comedia                      | Dal romanzo Mia cugina Rachele                                                                  |                                  |
| 1973 | A Venezia... un dicembre rosso shocking (Don't Look Now)         | Dal racconto Non guardare adesso della raccolta Non dopo mezzanotte e altri racconti            |                                  |
| 1974 | Rex Harrison Presents Stories of Love                            | Dal romanzo Baciami ancora, sconosciuto                                                         | Film televisivo                  |
| 1974 | Kaniz                                                            | Dal romanzo Rebecca, la prima moglie                                                            |                                  |
| 1975 | "The Breakthrough", episodio di BBC2 Playhouse                   | Dal racconto La scoperta della raccolta Non dopo mezzanotte e altri racconti                    |                                  |
| 1977 | Une seconde d'éternité                                           | Dal racconto La strana avventura della signora Ellis della raccolta Baciami ancora, sconosciuto | Film televisivo                  |
| 1979 | Rebecca'                                                         | Dal romanzo Rebecca, la prima moglie                                                            | Miniserie televisiva             |
| 1983 | My Cousin Rachel                                                 | Dal romanzo Mia cugina Rachele                                                                  | Miniserie televisiva             |
| 1983 | Jamaica Inn                                                      | Dal romanzo Taverna alla Giamaica                                                               | Film televisivo                  |
| 1985 | "My Cousin Rachel 1", episodio della serie Mystery!              | Dal romanzo Mia cugina Rachele                                                                  |                                  |
| 1985 | "My Cousin Rachel 2", episodio della serie Mystery!              | Dal romanzo Mia cugina Rachele                                                                  |                                  |
| 1985 | "My Cousin Rachel 3", episodio della serie Mystery!              | Dal romanzo Mia cugina Rachele                                                                  |                                  |
| 1985 | "My Cousin Rachel 4", episodio della serie Mystery!              | Dal romanzo Mia cugina Rachele                                                                  |                                  |
| 1987 | Proini peripolos                                                 | Varie citazioni delle opere della Du Maurier                                                    |                                  |
| 1989 | Utharam                                                          | Dal racconto Senza motivo della raccolta Rendez-vous                                            |                                  |
| 1994 | Gli uccelli II (The Birds II: Land's End)                        | Nessuno                                                                                         | Sequel televisivo de Gli uccelli |
| 1994 | The Lifeforce Experiment                                         | Dal racconto La scoperta della raccolta Non dopo mezzanotte e altri racconti                    | Film televisivo                  |
| 1995 | L'auberge de la Jamaïque                                         | Dal romanzo Taverna alla Giamaica                                                               | Film televisivo                  |
| 1997 | Rebecca'                                                         | Dal romanzo Rebecca, la prima moglie                                                            | Miniserie televisiva             |
| 1998 | Frenchman's Creek                                                | Dal romanzo Donna a bordo                                                                       | Film televisivo                  |
| 2008 | Rebecca, la prima moglie                                         | Dal romanzo Rebecca, la prima moglie                                                            | Miniserie televisiva             |
| 2008 | Anamika: The Untold Story                                        | Dal romanzo Rebecca, la prima moglie                                                            | Autrice non accreditata          |
| 2012 | The Scapegoat                                                    | Dal romanzo Il capro espiatorio                                                                 |                                  |
| 2014 | Le général du roi                                                | Dal romanzo Il generale del re                                                                  | Film televisivo                  |
| 2014 | Jamaica Inn                                                      | Dal romanzo Taverna alla Giamaica                                                               | Miniserie televisiva             |
| 2017 | Rachel                                                           | Dal romanzo Mia cugina Rachele                                                                  |                                  |